# Tonnidae
Tonnidae (nomeadas, em inglês, tun shells ou simplesmente tuns -pl.; este termo, "tun", traduzido para o português, significando "tonel"; também chamadas de tonídeos -pl.) é uma família de moluscos gastrópodes marinhos, carnívoros e com poucos gêneros, classificada pelo naturalista suíço Henry Suter, em 1913 (1825), e pertencente à subclasse Caenogastropoda e ordem Littorinimorpha. Sua distribuição geográfica abrange principalmente os oceanos tropicais ou subtropicais da Terra, em bentos arenosos, desde a zona nerítica e com preferência por águas de grande profundidade.

## Descrição
Compreende, em sua totalidade, caramujos ou búzios de conchas infladas, globosas ou ovais e um tanto frágeis, com espiral geralmente baixa e normalmente de médias a grandes, podendo atingir tamanhos superiores a 30 centímetros de comprimento, com grande volta terminal e abertura ampla, além de apresentarem tonalidade geralmente castanha; cobertas com um relevo muito esculpido de chanfraduras, ou cordões, em espiral, mas não possuindo varizes. Columela sem pregas e geralmente indistinta do restante do relevo da concha. Abertura com lábio externo fino ou apenas levemente expandido; no caso de Malea, dotada de lábio espesso e fortemente dentado e com uma distinta escavação na columela. Canal sifonal curto, resumindo-se a uma ondulação. Opérculo apenas na fase jovem. Protoconcha bastante grande.

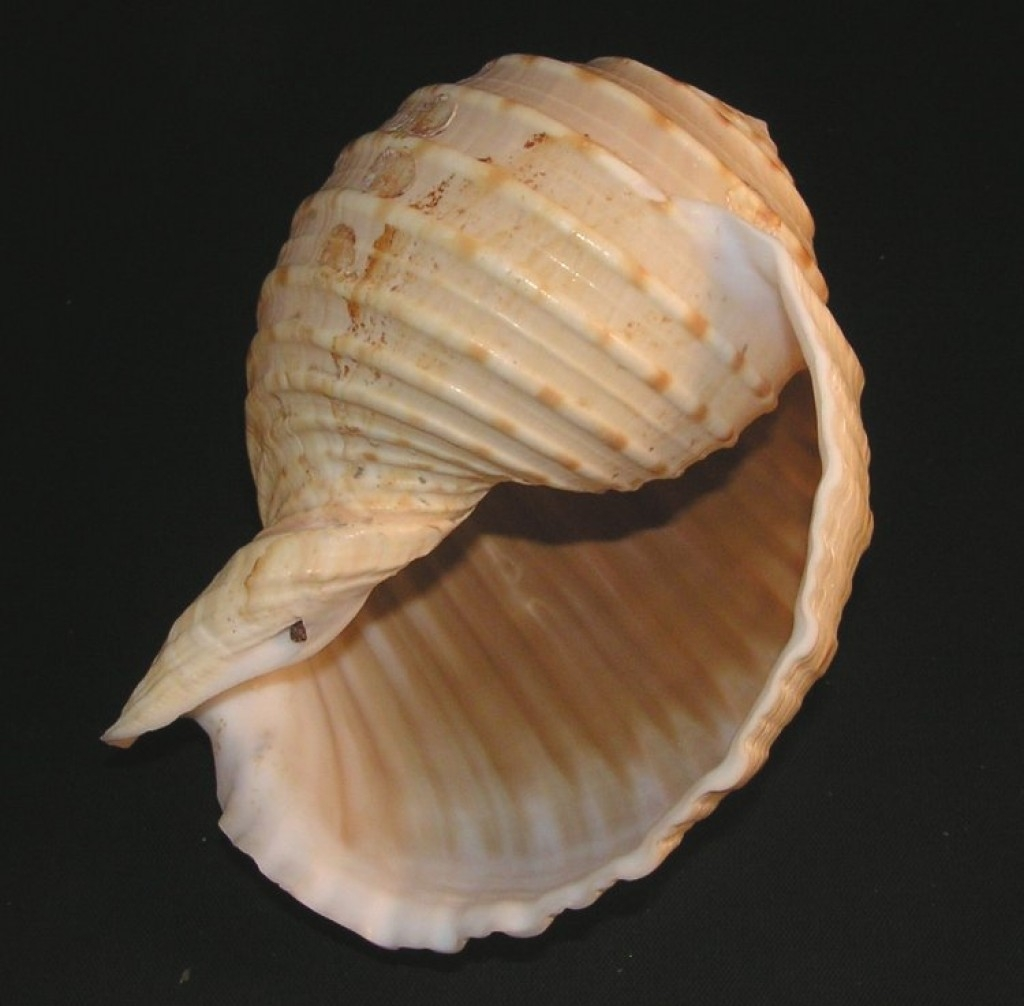
Vista inferior da concha de Tonna dolium (Linnaeus, 1758)[1]; espécime coletado em Bodrum, na Turquia.

## Alimentação
A alimentação dos Tonnidae consiste de bivalves, pepinos-do-mar, ouriços-do-mar, crustáceos e peixes.

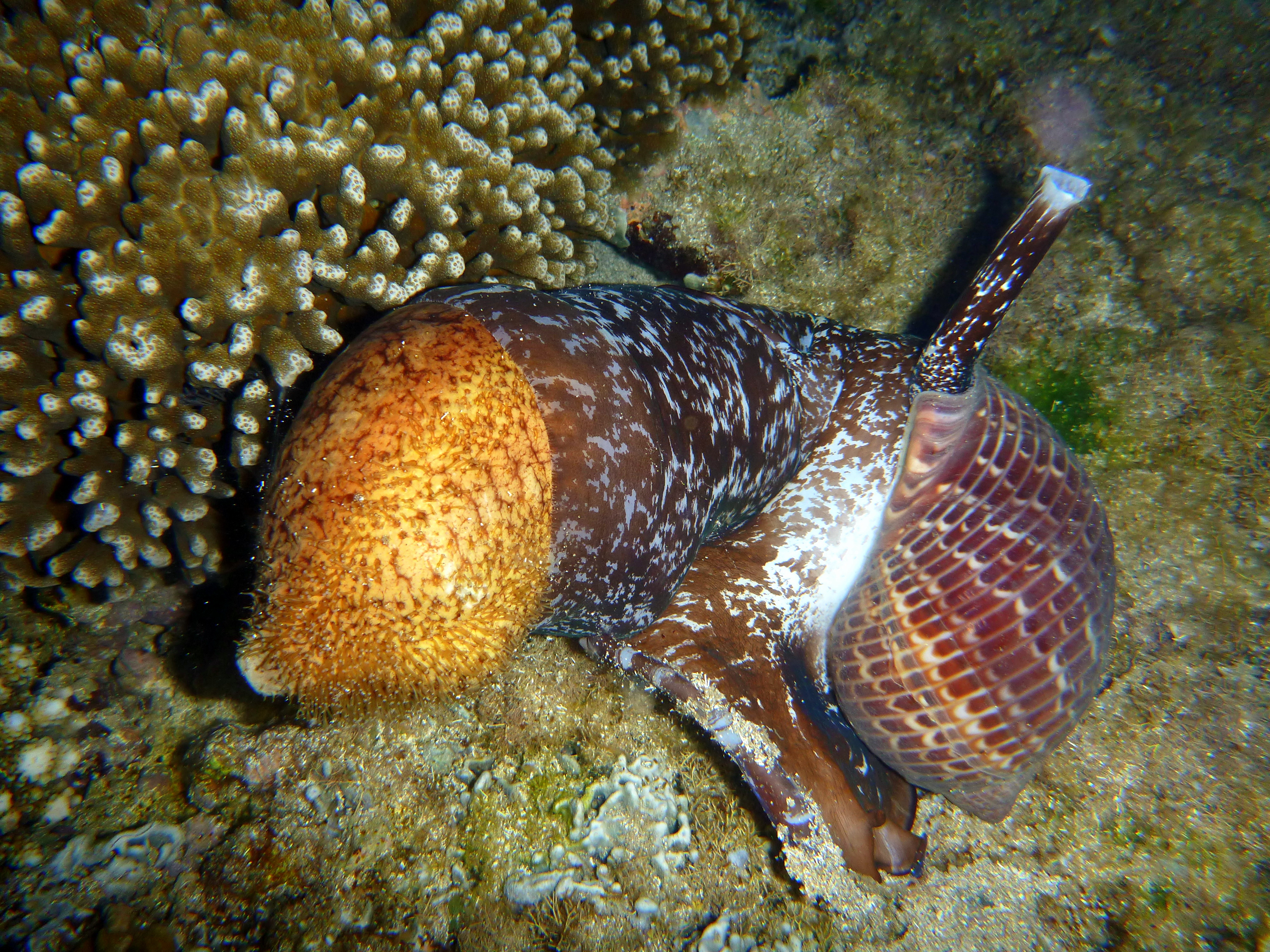
Vista de um animal da espécie Tonna perdix (Linnaeus, 1758)[1] se alimentando de um pepino-do-mar, durante a noite, em Reunião.

## Classificação deTonnidaeː gêneros
De acordo com o World Register of Marine Species, suprimidos os sinônimos.
Eudolium Dall, 1889
Malea Valenciennes, 1832
Tonna Brünnich, 1771

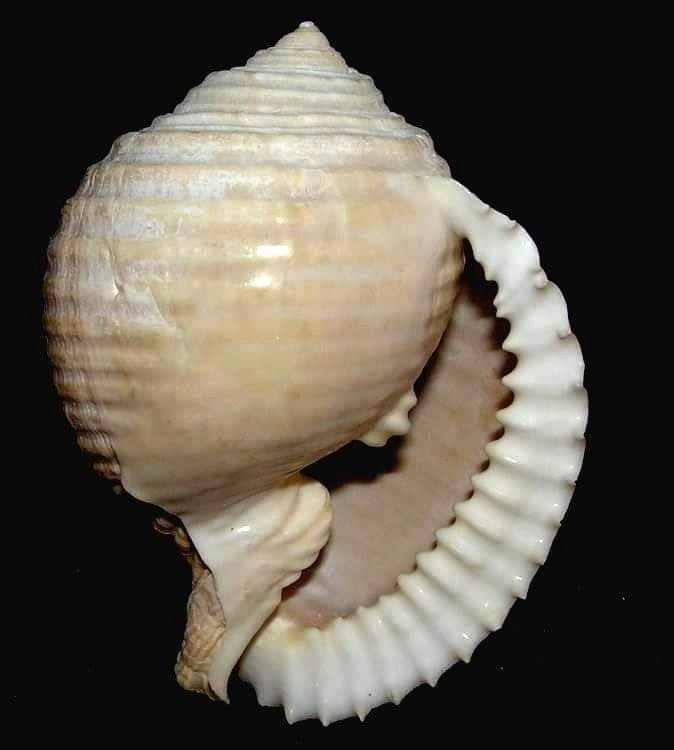
Concha de Malea ringens (Swainson, 1822)[15]; o gênero Malea é dotado de lábio externo espesso e fortemente dentado[13] e com uma distinta escavação na columela.